# Villa Axelsberg

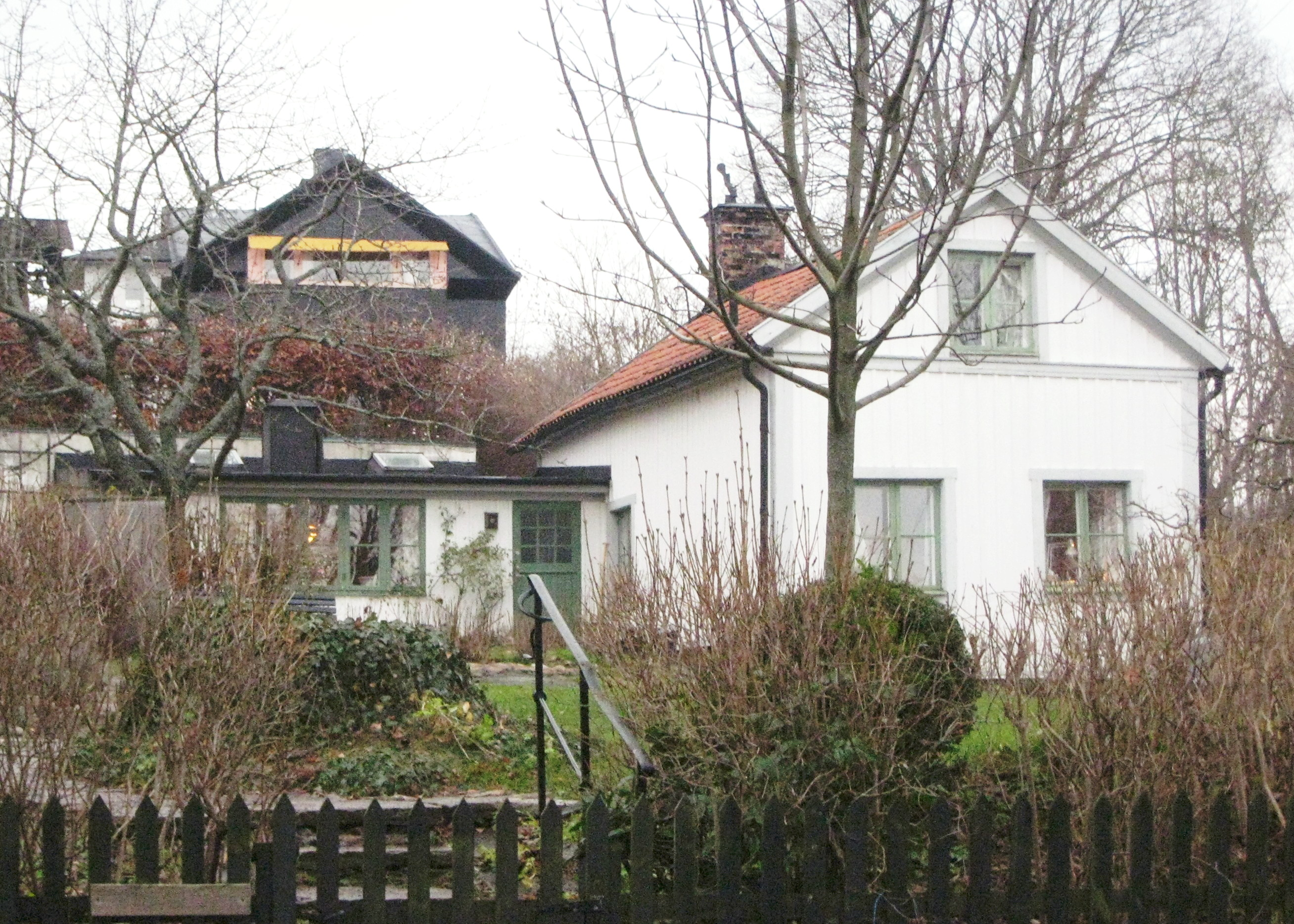
Villa Axelsberg i förgrunden, i bakgrunden Villa Klockberga.

Villa Axelsberg är en byggnad vid Klockbergastigen 1C på Drottningholmsmalmen på Lovön, i Ekerö kommun utanför Stockholm.

## Beskrivning
Villan ritadades av arkitekt Nils Tesch som egen bostad och uppfördes på 1960-talet som en medveten pastisch på en äldre byggnad. Tesch valde därmed en annan väg än Peter Celsing och Ralph Erskine som vid samma tid uppförde uttalat moderna villor i området. Axelsberg ligger vid början av Kvarnbacken, precis nedanför Celsings senare Villa Klockberga.